# Dodge Viper
Dodge Viper je sportski automobil kojeg je dizajnirala tvrtka Dodge koja je dio Chrysler Group LLC. Proizvodnja sportskog dvosjeda je pokrenuta u Chryslerovoj tvornici "New Mack Assemblxy" 1992. godine, a u listopadu 1995. je preseljena u tvornicu "Conner Avenue Assembly". Viper i njegove mnogobrojne inačice su često puta viđene u TV emisijama, videoigrama, filmovima i video spotovima. Zamjena za četvrtu generaciju Dodge Vipera je trebao biti Mercedes-Benz SLS AMG koji je napravljen na njegovoj osnovi, ali veliki financijski problemi su prisilili Chrysler da nakon 18 godina obustavi proizvodnju Dodge Vipera.

## Ideja
Ideja za razvojem Dodge Vipera je koncipirana tijekom srednjih i kasnih 1980-ih, u godinama kada je prevladavalo "mračno doba" povjesti američkih tzv. "Muscle Car". U ovom razdoblju povijesti u uporabu je ušao 4-cilindrični ekonomični motor koji je ugrađivan u aute kao što su Ford Mustang i Chevrolet Camaro. U slučaju Chrysler Corporation, imena povjesnih autiju dobrih performansi su davana uvoznim automobilima koje je proizvodio Mitsubishi. Iako je Chrysler još uvijek imao neke stvarno brze aute, s turbobenzincima Daytona i Laser, no njihovi 4-cilindrični motori i pogon na prednje kotače su bili daleko od pojma "muscle car". Jedino vozilo koje nije bilo ugroženo od doba "muscle car" je bio Chevrolet Corvette, ali je imao samo 230 do 240 konjskih snaga, što je za "muscle car" dosta malo.
Prepoznajući rupu na tržištu brzih automobila i potrebu za Chryslerovim "muscle car" 1987. godine, njihov predsjednik Bob Lutz je kontaktirao glavnog čovjeka Chrysler's Advanced Design Studio (hrv. Chryslerova uspješnog dizajnerskog studija), Toma Galea. Njih dvojca su raspravljala o mogućnosti dizajniranja automobila koji bi bio AC Cobra modenog vremena (AC Cobra je bio vrlo popularan sportski auto 1960-ih). Novi auto je trebao utjeloviti svaki aspekt visokih performansi bilo na snazi motora ili brzini na cesti; auto koji će ostati zapamćen u povijesti kao jedan od najboljih američkih "Muscle Cars". Bilo je potrebno samo nekoliko mjeseci da Gale i njegovi ljudi u Chrysler Designu naprave glineni model, a nakon toga i koncept koji će biti prikazan na North American International Auto Show (hrv. Sjeverno Američkom međunarodnom auto showu) 1989. godine u gradu Detroitu. Publici i medijima se svidio novi koncept i zbog tako dobrog prihvaćanja publike, Chryslerov glavni inženjer Roy Sjoberg je dao zeleno svijetlo za početak razvoja proizvodnog auta baziranog na tom konceptu.

## Stvaranje Vipera
Roy Sjoberg je izabrao 85 inženjera i sakupio ih u grupu koja je nazvana "Team Viper". Njegovi razvojni napori na novo autu su započeli u ožujku 1989. godine. Tim je započeo dizajnirati interijer i dorađivati vanjski izgled uz pomoć američke automobilističke legende Carrolla Shelbya. Razvoj motora je bio razvijan neovisno o razvojnom timu "Team Viper". Dizajn se pokušao držati što sličniji izgledu koncepta koliko god je moguće i prilagoditi ga cestovnim uvjetima i svakodnevnoj vožnji, bez gubitaka na sportskom izgledu i mogućnostima. Karoserija je bila gotova do sredine jeseni, a do prosinca 1989. dizajnerski tim je imao testni primjerak vozila. Dovršeni Dodge Viper je koristio čelični cijevasti kostur omotanim lijevanom karoserijom od stakloplastike. Model je težio oko 1490 kg (3280 lb).
Za vrijeme brojnih i napornih predproizvodnih testiranja, tkz. "mule cars" (vozila napravljena bez cestovne opreme kao npr. zračni jastuci, radio, klima uređaj, itd.) su bili opremljeni s osam cilindričnim motorom, ali dizajnerski tim je htio nešto više; nešto što će dodati posebnu osobnost novom autu. Tijekom tog vremena, Chrysler je imao velikih interesa u Lamborghiniju uzimajući u obzir Lamborghinijevu dobru reputaciju s motorima visokih performansi, pa su dobili zadatak dizajnirati motor za novu "zvijer". Kao razvojna osnova je uzet V10 motor koji je bio razvijen za uporabu u novoj generaciji Dodge Rama, koji je trebao ući u prodaju 1994. godine. Novi V10 je bio u osnovi 5,9 litreni motor namijenjen kamionima, s neznatno dužim hodom i dva dodatna cilindra, ali sve u svemu, V10 je bio baziran na tada aktualnom V8. Lamborghinijevi inženjeri su uzeli već postojeći V10 napravljen od lijevnog željeza i proizveli aluminijsku verziju, napravivši drugačiji izgled glave motora i neke druge izmjene koje su motoru značajno povećale snagu. Namjeravali su izmijeniti 2 ventila u 4 venila, jer nisu osjećali da mogu iskoristit puni potencijal motora sa samo dva ventila po cilindru. No, zbog dodatnog troška kojeg bi napravili s takvom izmjenom, Chryslerovo rukovodstvo je odlučilo odustati od dizajn s 4 ventila. Kada je dizajniranje motora bilo gotovo, novi žestoki motor je mogao proizvesti 400 konjskih snaga na 4600 o/min. Zbog velike snage, ovaj je motor trošio oko jedan galon goriva za svaku 21 prođenu milju.
Kada je novi aluminijski V10 bio spreman za ugradnu u veljači 1990. V8 motor je maknut iz testnog vozila, i samo nekoliko mjeseci kasinije, u svibnju 1990., Chryslerov predsjednik Lee Iacocca je dao timu Viper službeno odobrenje za početak proizvodnje Dodge Vipera. Viper je bio spreman za ulazak u prodaju 1992. godine. Kako bi se povećala euforija kupaca nove "američke mašine", Carroll Shelby je upravljao sigurnosnim automobilom (eng. safty car) utrke 500 milja Indianapolisa (eng. Indianapolis 500) 1991. godine. Početkom studenog 1991. označena je prva proizvodna serija Dodge Vipera za 1992., namijenjena za provjeravanje i buduća testiranja i samo dva mjeseca kasnije, početkom siječnja 1992. prva narudžba Dodge Vipera RT/10 je dostavljena kupcima.

## Prva generacija RT/10 (1992. – 1995.)
Prva generacija Dodge Vipera je označena kao RT/10. Ušla je u prodaju u siječnju 1992. godine. Kupcima nije ponuđen nikakav odabir dodatne opreme, ali samo par kupaca Vipera se na to požalilo. Svi modeli u 1992. godinu su bili boje Viper Red (hrv. Viper crvena) sa sivi kožnim sjedalima. Viper je imao 17" trokrake aluminijske felge i Michelin gume visokih performansi. Uz V10 motor je dolazio i 6-stupanjski ručni mijenjač. Sam motor je težio 323 kilograma i imao snagu 400 KS (300 kW) pri 4600 o/min uz 630 Nm pri 3600 o/min. Potrošnja je varirala, od 20 litara na 100 km pri gradskoj vožnji do 12 litara na 100 km pri vožnji na otvorenoj cesti.
Maloprodajna cijena proizvođača Dodge Vipera je bila $50.700 američkih dolara, no 1992. je proizvedeno samo 285 vozila, tako da je bilo gotovo nemoguće dobiti ni za približno takvu cijenu. Nije postojala najskuplja opcija, i dolazio je samo u roadster verziji s mekim krovom s bočnim plastičnim prozorima, koji nisu bili previše atraktivni i nisu bili popularni. Ispušni sustav je bio postavljen na bočne strane vozila, a svi modeli su imali i AM/FM radio kazetofon. Kada je ušao u proizvodnju, Viper je bio jedan od najbržih serijskih automobila u svijetu, s ubrzanjem od 0-100 km/h za 4,7 sekundi uz maksimalnmu brzinu od 264 km/h (165 mph). Sveopći interes oko ovog auta kombiniran s viskom cijenom zbog spore proizvodnje je uzrokovalo da Dodge Viper bude preskup za većinu ljudi.
Godine 1993. je proizvedeno 1043 Vipera. Maknuta je dodatna antena sa zadnjeg kraja vozila na vozačevoj strani. U odabir boje je dodana crna i umjesto nepopularnog mekanog krova je ponuđen pomični tvrdi krov, ali uz nadoplatu od $2.500 dolara. Većina vozila je unatoć opciji odabira crne boje isporučeno u Viper crvenoj.
Nakon dvije godine proizvodnje, ni 1994. nisu napravljene nikakve veće promjene u ponudi. Dodane su još dvije boje, žuta i smaragdno zelena. Ponuđena je i nova boja unutrašnjosti, s crnim navlakama na sjedalima. Stereo sustav je poboljšan, ali novi sereo je još uvijek bio AM/FM radio kazetofon. Povećana je i maloprodajna cijena proizvođača na $55,200 dolara.
Godine 1995., nakon tri godine proizvodnje, ništa nije promijenjeno. Sve je ostalo isto kao i kod modela iz 1994. godine zbog zadnje godine proizvodnje prve generacije i uvođenja druge generacije Dodge Vipera.

### Karakteristike
Dodge Viper prve generacije:
- Tip vozila: roadster
- Motor
  - Vrsta: V10 motor
  - Cilindri/ventili: 10/20
  - Obujam: 7998 ccm
  - Snaga: 400 KS (300 kW) pri 4600 o/min[6]
  - Provrt x hod: 101,6 × 98,5 mm
  - Moment: 630 Nm pri 3600 o/min
- Podvozje
  - Pogon: stražnji
  - Mijenjač: ručni, 6 stupnjeva[6]
  - Gume: Michelin XGT-Z 
 Prednje: P275/40 ZR 17 
 Stražnje: P335/35 ZR 17
- Performanse
  - 0-100 km/h (0-60 mph): 4,4 - 4,6 sek[7][6]
  - 0-160 km/h (0-100 mph): 10,8 - 11,7 sek[6]
  - Najveća brzina: 264 km/h (164 mph)[6]

## Druga generacija, Phase II SR (1996. – 2002.)
Godine 1996. Dodge je služeno započeo proizvodnju i prodaju druge generacije Vipera. Verzija RT/10 je izgledala vrlo slično prvoj generaciji, a najnovija vijest je bila uvođenje u proizvodnju Vipera u coupe verziji nazvanu Viper GTS. U ponudu su uvrštene nove boje, kao npr. bijela i novi modeli trkačih traka s različitom ponudom boja. Trokrake aluminijske felge više nisu bile u ponudi, a umjesto njih su kao standardne bile polirane ili obojane peterokrake 17" aluminijske felge. U Viper se i dalje ugrađivao isti 8.0 litreni V10 motor s ručnim mjenjačem, no povećana je snaga i moment motora na 415 KS kod RT/10 i 450 KS u verziji GTS zbog drugačijeg ispušnog sustava koji je sada završavao na stražnjem kraju automobila, a ne na bočnim stranama kao u prvoj generaciji. Viper GTS je imao i zanimljivo projektiran krov tkz. "double bump" oblika (hrv. dvije izbočine). Ovakav krov je dizajniran kako bi se što manje utjecalo na aerodinamiku, ali da se u isto vrijeme omogući višem vozaču i suvozaču da stanu u auto dok imaju sigurnosne kacige. Osim ponekih dodatnih opcija dodavanja i micanja boja iz ponude, kao i povećanja sigurnosti u osnovi se ništa nije previše mijenjalo na drugoj generaciji Vipera koja se proizvodila od 1996. do 2002. godine.
Manjim izmjenama na motoru je povećana snaga, a smanjena težina, a šasija je olakšana za 27 kg od prethodnika. Viper GTS je imao lakši motor (sada 290 kg), s kojim je auto postizao veće ubrzanje, a maksimalna brzina je povećana za otprilike 18 km/h. Ponuđena oprema i dalje nije uključivala ABS sustav, a kočnice su se pokazale kao najlošiji dio auta. Kočnice su pale na mnogim usporednim testovima, kao npr. 1997. u usporedbi super autiju koje je proveo časopis "Motor Trend" u kojem je Viper GTS smiješten na vrh uz aute kao što su Ferrari 550, Chevrolet Corvette, Porsche 911 i Honda NSX koje je pobijedio u svim testovima osim u kočenju. Viper nije po tom testu samo smiješten zadnji nego je imao dosta duži put kočenja od ostalih vozila. Prednji zračni jastuci su dodani u sigurnosnu opremu vozila tek 1996. na modelu GTS i 1997. na modelu RT/10. ABS sustav je dodan 2001. godine. 
Druga generacija Vipera je počela graditi svoje ime u svjetskim profesionalnim utrkama. Isto tako je Dodge Viper postao sve popularniji auto za tuning zahvaljujući uključenju nekoliko tvrtki specijaliziranih za tuning Vipera. Kompanija Chrysler je dogovorila s francuskom trkačkom organizacijom "Team Oreca" o preuzimanju vlasti nad razvojem i prilagođavanjem trkačeg modela Vipera u namjeri da sudjeluju u FIA GT Championshipu u klasi GT2. Nova podešena inačica nazvana Viper GTS-R je imala razne izmjene, a najvidljivija je bila povećane bočne stranice stražnjeg dijela vozila. GTS-R je imao motor od 700 KS, za razliku od normalnih 450 KS, ali 100 cestovnih GTS-R je proizvedeno sa samo 460 KS.
Team Oreca je originalno imao kombinaciju boja koja je pristajala i francuskim i američkim nacionalnim bojama. Auto je imao nesimetrične plave i crvene pruge postavljene na bijeli auto, a brojevi auta su bili 51, 52 i 53. Team Oreca je upravljala Viperom GTS-R na GT2 natjecanju 1997., 1998., 1999., 2001. i 2002. godine pobijedivši u svojoj klasi na utrci 24 sata Le Mans 1998., 1999. i 2000. godine.
Kasnije, Team Oreca je boje svojih trkaćih Vipera promijenila u crvenu s bijelim trkačim trakama, noseći broj 91, s kojim je tim pobijedio na 2001. Rolex 23 na Međunarodnoj trkačoj stazi Daytona (eng. Daytona International Speedway).
Druga generacija Vipera je predstavljena i na europskom tržištu, popularizirana trkačim uspjesima trkačkog tima "Team Oreca". No, Viper se u Europi prodavao pod markom Chrysler, ali je ustvari to bio isti auto kao i onaj na američkom tržištu.
Dok se Viper postepeno populizirao u prvih par godina postojanja, druga generacija je bila model koja je stvarno dovela Viper do svjetske popularnost. Pojavljivao se na naslovnicama različitih magazina diljem svijeta, na televiziji i na internetu koji su pomogli ne samo povećati prodaju nego i njegov tuning, pa su se uskoro diljem SAD-a pojavile i prave Viper zvijeri s 1000 i više konjskih snaga. Bilo serijski ili prerađen, Viper je postao stalni član različitih staza i bio je konkurentan bez obzira na broj izmjena i prilagodbi zahvaljujući kvaliteti proizvodnje. No, kako je vrijeme prolazilo, konkurentske kompanije su ga sustizale. Ford je najavio puštanje u prodaju njihovog tvornički nabrijanog Mustanga Cobre, a zajedno sa stalnim poboljašavanjem Corvette, Ford i GM su bili za petama Dodge Viperu. Zato je 2002. Dodge najavio da će sljedeće godine izdati potpuno redizajnirani Viper, s novim imenom i novim motorom.
Godine 2002., kraj proizvodnje druge generacije je proslavljen s proizvodnjom 360 "Final Edition" modela. Ovi modelu su bili obojani u crveno s bijelim trakama, po uzoru na slavne pobjedničke Oreca aute. Model RT/10 je naslijedio za SRT-10 2003., a GTS je 2006. naslijedio za SRT-10 Coupe.

### Karakteristike
Dodge Viper GTS:
- Tip vozila: coupe, 2 vrata
- Motor
  - Vrsta: V10 motor
  - Cilindri/ventili: 10/20[9]
  - Obujam: 7998 ccm
  - Snaga: 450 KS (340 kW) pri 5200 o/min
  - Provrt x hod: 101,6 x 98,5 mm[10]
  - Moment: 664 Nm pri 3700 o/min[9]
- Podvozje
  - Pogon: stražnji
  - Mijenjač: ručni, 6 stupnjeva
  - Gume: Michelin Pilot MXX3 
 Prednje: 275/40 ZR 17 
 Stražnje: 335/35 ZR 17
- Performanse
  - 0-100 km/h (0-60 mph): 3,9 sek[10]
  - 0-160 km/h (0-100 mph): 8,9 sek[10]
  - Najveća brzina: 290 km/h (185 mph)[10]

## Treća generacija (2003. – 2006.)
Treća generacija Vipera koja je ušla u proizvodnju 2003. godine je potpuno redizajnirani model. Prijašnji zaobljeni uglovi su zamijenjeni oštrijim linijama kako bi se naglasila sportska linija auta. Novoj liniji auta su dodane i nove aluminijske felge, sprijeda 18", a straga 19". Poklopac motora se više nije otvarao sprijeda, nego standardno sa sredine vozila. Još jedna novost novog Vipera je bio novi V10 motor. Lamborghinijev motor je bio odlično dizajniran, ali potreba za većom snagom je prisilila kompaniju da Viper preda novom odjelu cestovnih i trkačih tehnologija (eng. Street and Racing Technology) za potpuni redizajn i novi motor. Novi odjel je skraćeno nazvan SRT, pa je i novi Dodge Viper dobio oznaku SRT-10. Novi motor je bio u potpunosti aluminijski 8,3 litreni s 504 konjskih snaga i 712 Nm. SRT je i koštao više, s početnom cijenom od $85,000 dolara, ali i s tako visokom cijenom je bio jako popularan tako da su razne tvrtke započele proizvodnju dijelova za poboljšavanje performansi novog Vipera.
S povećanjem snage, težina motora je smanjena na oko 230 kg. Šasija je također unaprijeđena, napravljena s tvrđim ovjesom i težila je približno 36 kg manje nego na prijašnjem modelu. Planirana je još lakša i čvršća šasija, ali je plan odbaćen zbog visoke cijene (dijelovi s planirane suspenzije su rabljeni na modelu Hennessey Viper Venom 1000 Twin Turbo). 2004. godine Dodge je uveo u ponudu ograničenu verziju nazvanu Mamba. Mamba je imala crnu unutrašnjost s crvenim vezom i detaljima. Ova serija je koštala oko $3000 dolara više od standardnog modela, a proizvedeno je ukupno 200 Mamba. 
Viper SRT-10 Coupe je predstavljen 2005. na Detroit Auto Showu kao model za 2006. godinu. Mnogo komponenti dijeli s kabrioletom, ali bočni i stražnji dio je napravljen po uzoru na Competition Coupe. Coupe liči više na Viper GTS i zadržava tvrdi valoviti krov kao i svijetla i GTS plavu boju s dvije bijele trkaće trake po sredini vozila. Motor proizvodi 510 KS (380 kW) i 725 Nm. Za razliku od originalnog coupea, šasija nije izmijenjena. Zbog toga je coupe teži od kabrioleta, pa ima i malo slabije ubrzanje. Novi Viper je u ponudi imao velik izbor boja s voznim performansama u samom vrhu konkurencije.
Godine 2007. niti jedan Viper nije proizveden. Umjesto 2007., Chrysler je povećao proizvodnju modela iz 2006. radi priprema za novi model 2008. godine.